# Z całych sił
Z całych sił – album studyjny wokalisty Grzegorza Hyżego i producenta muzycznego Bartosza „Tabba” Zielonego. Wydawnictwo ukazało się 27 maja 2014 roku nakładem wytwórni muzycznej Gorgo Music w dystrybucji Sony Music Entertainment Poland. Nagrania były promowane teledyskami do utworów „Na chwilę”, „Wstaję”, "Pusty dom" oraz "Zagadka".
Album dotarł do 9. miejsca polskiej listy przebojów – OLiS. 5 listopada 2014 roku płyta uzyskała w Polsce status złotej, a w 2016 – platynowej płyty.

## Lista utworów
Opracowano na podstawie materiału źródłowego.
1. „Na chwilę”
2. „Pusty dom”
3. „Dług"
4. „Wstaję”
5. „Naucz mnie”
6. „Drgania”
7. „Zagadka”
8. „Świt”
9. „Wdech”
10. „Lost in you”